# Panfilo Sasso
 (mars 2025).
Panfilo Sasso de son vrai nom Sasso de' Sassi né à Modène vers 1455 et mort à Longiano le 27 septembre 1527 est un poète italien de la Renaissance actif au XVe et XVIe siècles.

## Biographie
Panfilo Sasso naquit à Modène vers 1455. Il avait une mémoire extraordinaire et improvisait des vers italiens et latins avec une grande facilité. Ayant quitté Modène par suite de revers de fortune, il alla s'établir dans un village d'où il faisait de fréquentes excursions à Vérone, ainsi qu'à Brescia. Ce ne fut qu'au commencement du 16e siècle qu'il revint dans sa ville natale. Il y faisait depuis plusieurs années un cours de littérature, particulièrement destiné à l'explication de Dante et de Pétrarque lorsqu'une accusation d'hérésie l'obligea encore une fois de s'éloigner de Modène et de se réfugier en Romagne auprès d'un de ses amis, le comte Guido Rangoni, qui lui procura un emploi à Longiano. Ce fut là qu'il mourut le 27 septembre 1527.

## Œuvres
- Brixia illustrata, poème en l'honneur de la ville de Brescia, où il fut publié en 1498 ;
- Epigrammatum libri quattuor. Distichorum libri duo. De bello gallico. De laudibus Veronæ. Elegiarum liber unus, Brescia, 1500, in-4°. Le poème De bello gallico a aussi pour titre De bello tarensi, parce qu`il contient une longue description de la bataille du Taro. On l'a joint à quelques éditions de l'Histoire de Venise de Pietro Giustiniani.
- Sonnets et capitoli, Brescia, 1500, in-4° ; Milan, 1502 in-4° ; Venise, 1504 et 1519, in-4° ;
- Agislariorum vetustissimæ gentis origo et de eisdem epigrammatum liber, Brescia, 1502, in-4. Ce recueil est dédié au comte Agislario Cassacio de Sumag!ia.
- Ad Onophrium advocatum patricium venetum carmen, in-4°, sans date ;
- Vers en l'honneur de la lyre, Brescia, in-4°, sans date ;
- traduction en vers italiens de la lettre de Lentulus, proconsul de Judée au sénat romain. On la trouve dans le Trésor spirituel imprimé à Venise par Zoppino en 1518. Alessandro Tassoni avait eu le projet de donner une édition choisie des œuvres de Sassi, mais il ne paraît pas l'avoir mis à exécution.